# Castell de Lublin
El castell de Lublin (en polonès: Zamek Lubelski) és un castell medieval situat a Lublin, Polònia, al costat del barri antic i a prop del nucli urbà. És una de les més antigues residències reials conservades a Polònia, establerta pel Gran duc Casimir II de Polònia.

## Història
La seva construcció s'inicià al segle XII. En el transcurs de la Segona Guerra Mundial, els alemanys hi van tancar nombrosos presoners jueus i polonesos. Davant l'avanç de l'Exèrcit roig, 1.500 presoners van ser deportats al Camp d'extermini de Majdanek. El 22 de juliol de 1944, 300 presoners van ser massacrats en una execució en massa.

## Galeria

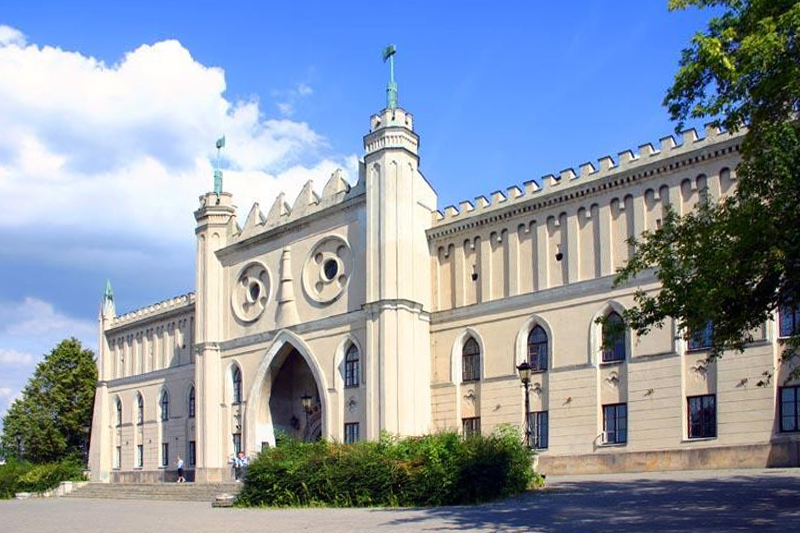
Entrada principal porta de la part neo-gòtica de l'edifici
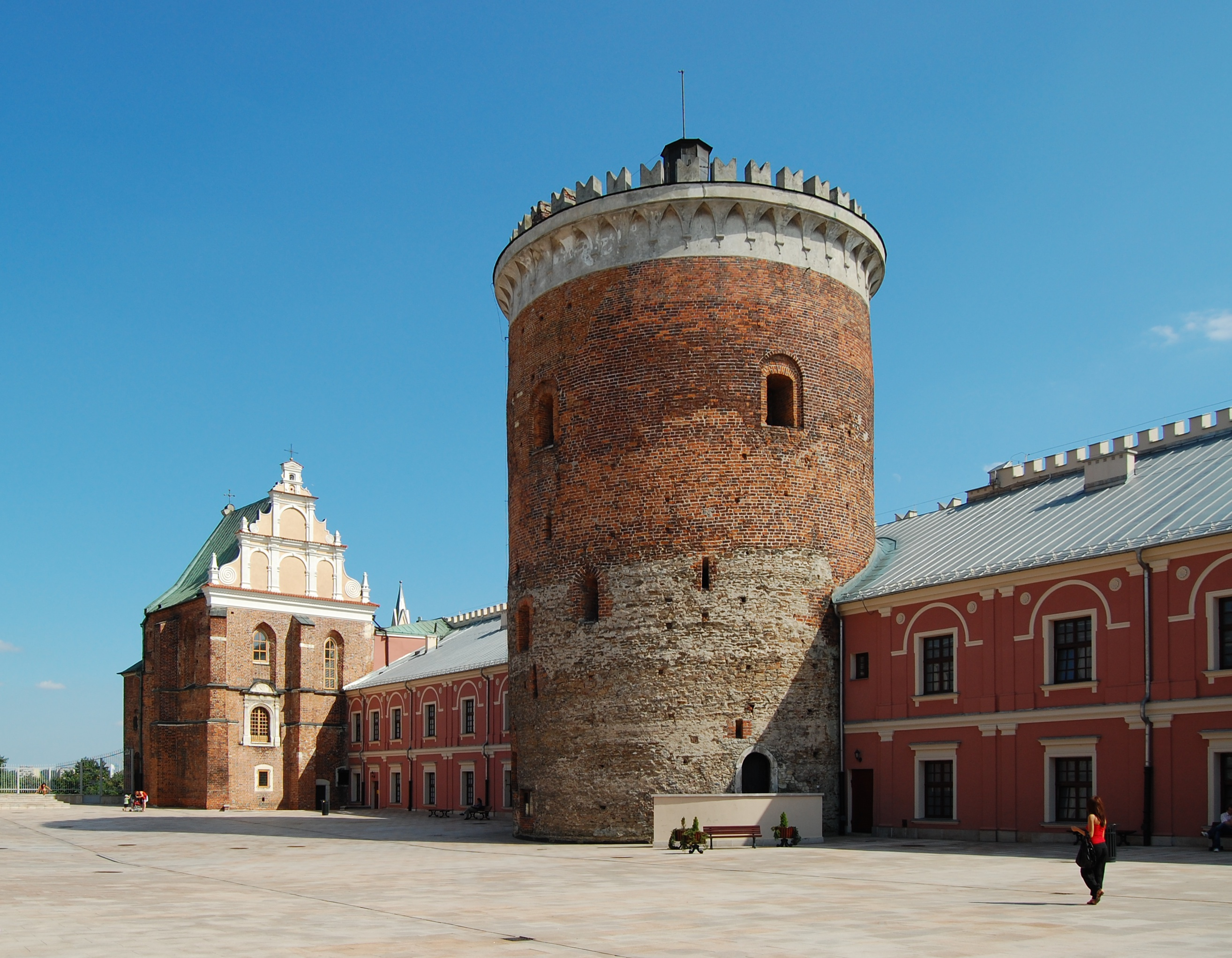
El calabós i la capella de la Santa Trinitat vist de la cort del castell
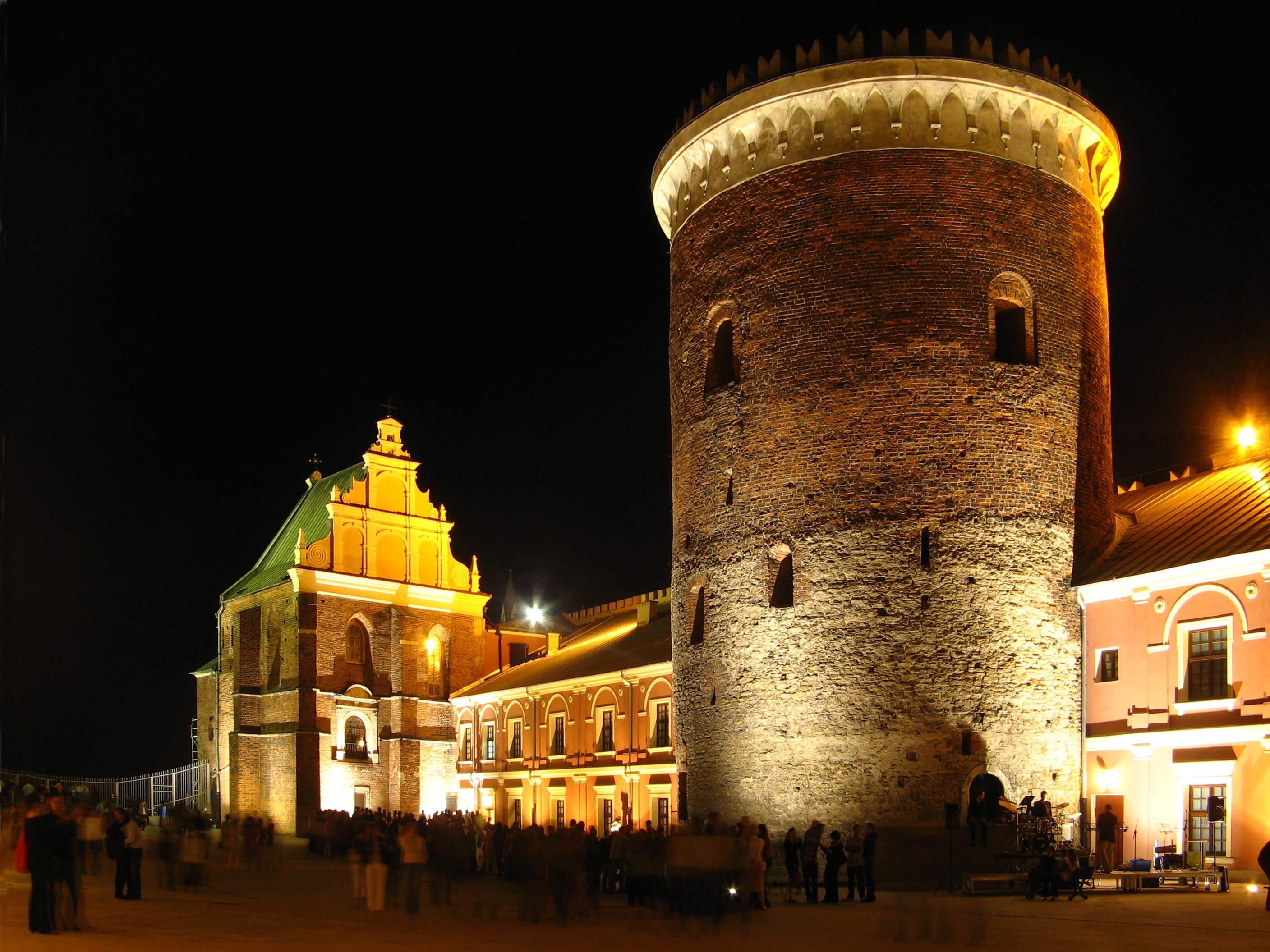
Foto de nit
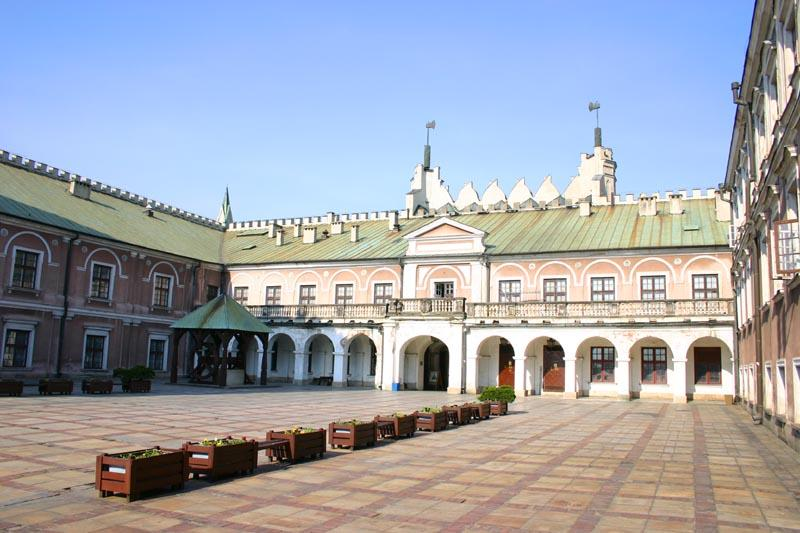
Cort del castell
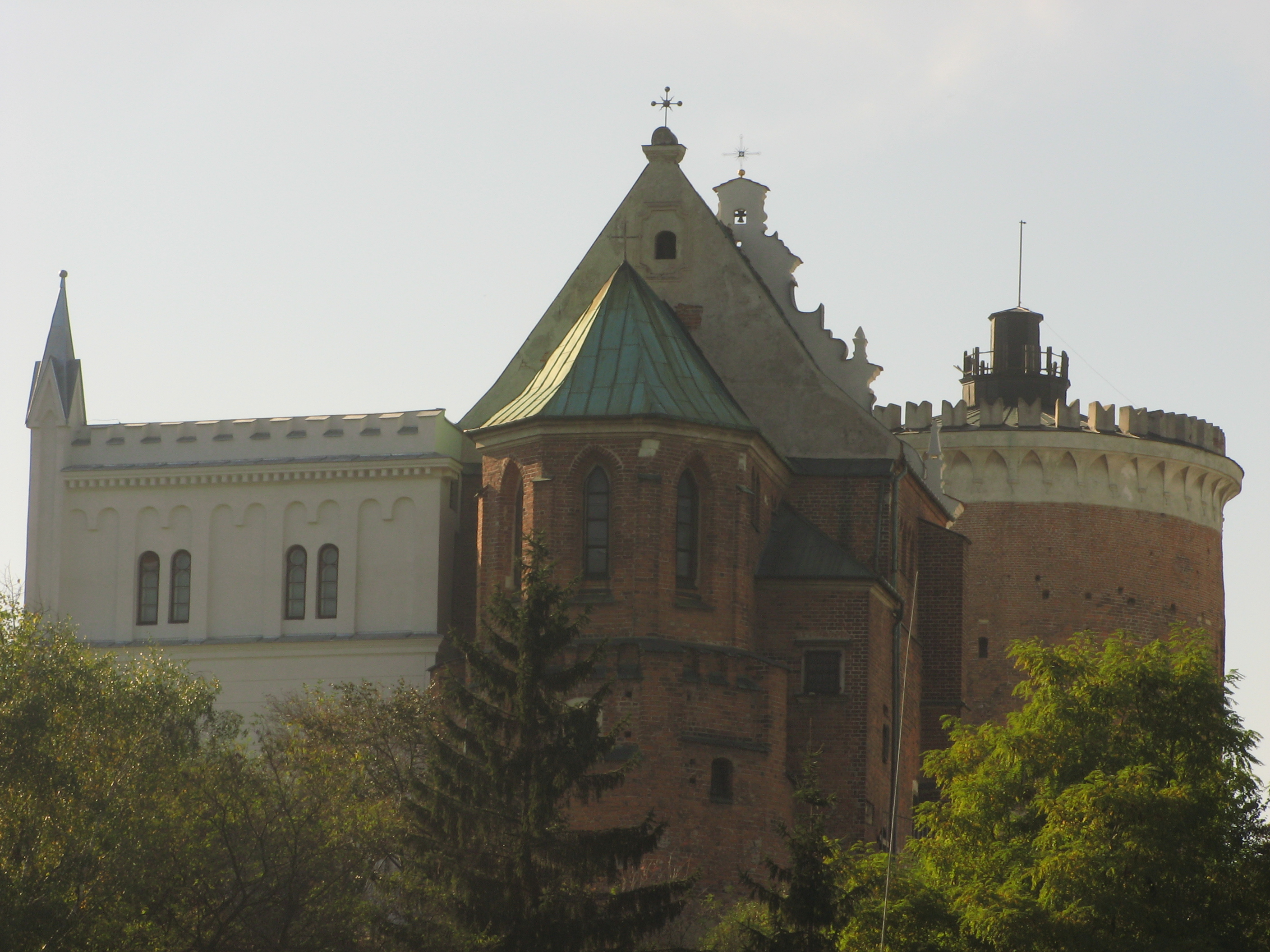
Castell de Lublin, Capella de la Santa Trinitat i torre del segle xiii
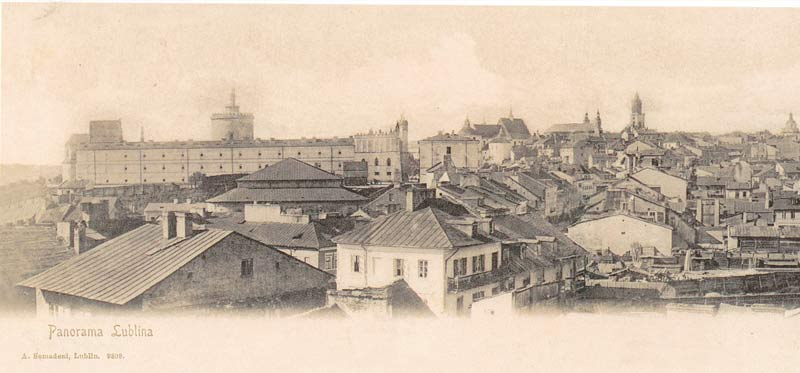
Fotografia del castell l'any 1901
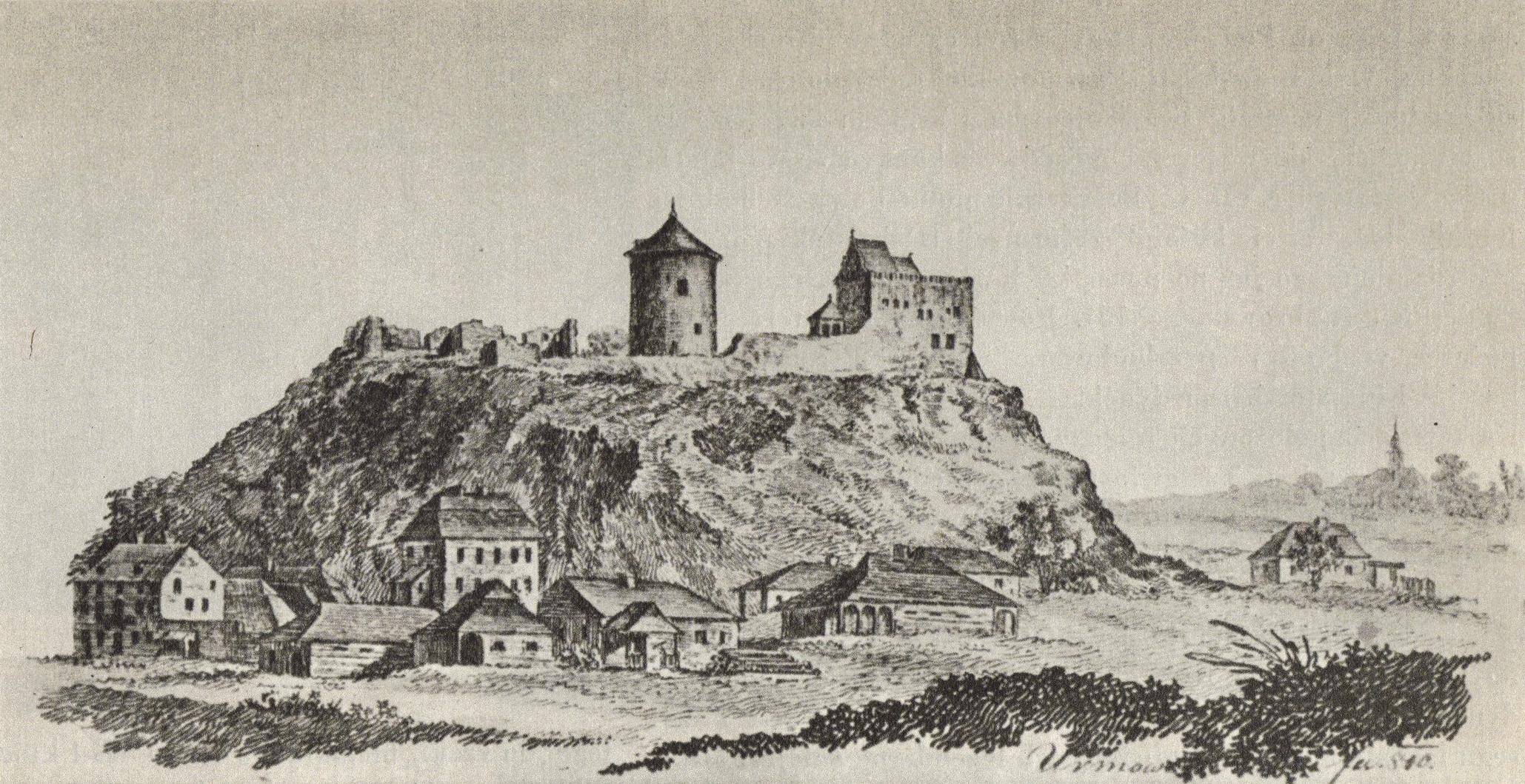
El castell l'any 1810